# Весна Вукелић Венди
Весна Вукелић (Београд, 25. новембар 1971), позната као Венди, српска је певачица, књижевница, телевизијска личност и манекенка. Каријеру је започела као еротска манекенка, након чега је остварила глумачки деби у филму Дама која убија (1992). Касније је започела музичку каријеру и издала пет студијских албума. Позната је по наступима на Шабачкој чивијади због чега је у медијима често ословљена као „Краљица Вашара”.
Такође је позната по свом раду на телевизији, односно учешћу у ријалити-такмичењима Фарма (2010, 2015), Велики Брат (2013) и Парови (2018—2020). Иако се истакла по провокативном изгледу и наступима, као и по увредљивим коментарима на рачун других познатих личности, Венди себе у јавности представља као веома духовну особу и неретко горвори о религији.

## Биографија
Весна Вукелић је рођена 25. новембра 1971. године у Београду, где и данас живи. Има млађу сестру Мају. Тврди да је завршила нижу музичку школу и да је похађала Правни факултет Универзитета у Београду.
Године 1991. Вукелићева је била у вези са тадашњим председником Српске радикалне странке, Војиславом Шешељем. У јавности се први пут појавила 1992. године у емисији Милована Илића Минимакса након победе на такмичењу за Мис деколтеа Југославије, када је Минимакс изјавио:
„Венди ће увек за прса побеђивати све своје колегинице са естраде”.
Исте године је имала споредну улогу у телевизијском филму Дама која убија, након чега се посветила музици. Године 1993. је за издавачку кућу ЗаМ објавила свој први албум Мало вруће, мало хладно. Такође је постала и водитељка емисије Топло, хладно на ТВ Политици. Године 1995. је издала други албум Љубавна игра за МАТ.
У браку са бившим фудбалером ОФК Београда, Бранимиром Бањцем, 2001. године је добила ћерку Николету. Године 2001. је такође објавила албум Желим с тобом све. У филму Драга Машин у ормару Исидоре Бјелице је требало да тумачи улогу краљице Драге Обреновић, али се од филма одустало након што је снимљени материјал украден. У 2004. години је издала албум Праћнуо се шаранчић у сарадњи са групом Јужни ветар. Исте године се у дворишту Белог двора сликала за насловну страну јунског издања српског магазина Плејбој. Године  2007. је објавила свој пети албум, под називом Уцена, за издавачку кућу Реноме.
Октобра 2010, Венди је ушла у трећу сезону ријалити програма Фарма Пинк телевизије. Након дванаест недеља проведених на Фарми, Вукелићева је испала вече пред финале. Њен боравак је остао запажен по односу и нтеракцијама са Екремом Јеврићем.
У првој половини следеће године глумила је заједно са Пеђом Шушкавчевићем у комедији Венди у Петктовим мукама, чији је такође и аутор. Премијера представе је била 22. марта у позоришту Будо Томовић у Подгорици.
Априла 2013. године, Вукелићева је постала учесница пете сезоне ВИП Великог брата, која се емитовала на Б92. Током истог месеца чланак о Венди је био најчитанији на Википедији на српском језику. Исте године, она је такође наведена као пример масовне културе у уџбенику за социологију за трећи разред средње стручне школе и четврти разред гимназије.
У фебруару 2014. године, Венди је заједно са редитељком Јеленом Голубовић постала актерка ријалити-шоуа Одавно посвађане на Пинку. Серијал се изненада завршио након физичког сукоба између две учеснице.
Новембра 2018. године, Вукелићева је постала водитељка емисије Јутарња кафица у оквиру Парова.
У јулу 2022. године је објавила роман Мистерија црне жене.

## Контроверзе
Јула 2012. године, Вукелићевој је изручена судска опомена покренута од стране Републичког завода за помоћ људима оболелим од аутизма након што је у ријалити програму Двор певачицу Мају Николић ословила као "аутистичну".
Током боравка у ријалити-шоуу Велики брат априла 2013. године, Венди је изјавила како је тровала псе луталице у свом насељу, што је наишло на негодовање публике и удружења за заштиту животиња.
Након физичког сукоба између Вукелићеве и продавачице Драгане Благојевић на бањичкој пијаци у децембру 2011. године, Венди је судском пресудом кажњена са 300.000 динара. Медији су такође извештавали о заплени имовине Вукелићеве у октобру и децембру 2016. године услед неисплаћеног дуга, као и о кривичним пријавама због сакривања ствари пописаних за пленидбу и због напада њеног супруга, Бранимира Бањца, на извршитеље.
Септембра 2022. године, Вукелићева је наишла на јавну осуду када је у емисији Амиџи шоу вређала припаднике ЛГБТ+ заједнице, упоређујући их са ђаволом. Насупрот овом догађају, Венди је 2011. године била номинована за српску геј икону, када је изјавила да би "откинула главу онима којима сметају хомосексуалаци".

## Дискографија
Студијски албуми
- Мало вруће, мало хладно (1993; ЗаМ)
- Љубавна игра (1995; МАТ)
- Желим с тобом све (2001; Јувекомерц)
- Праћнуо се шаранчић (2004; Јувекомерц) са Јужним ветром
- Уцена (2007; Реноме)

## Филмографија
| Година     | Наслов            | Жанр                 | Улога            |
| ---------- | ----------------- | -------------------- | ---------------- |
| 1992.      | Дама која убија   | ТВ филм              | Девојка #1       |
| 1993.      | Топло-хладно      | Ток-шоу              | Себе (водитељка) |
| 2004.      | Сав тај фолк      | Документарни серијал | Себе             |
| 2010.      | Фарма 3           | Ријалити програм     | Себе             |
| 2011.      | Двор              | Ријалити програм     | Себе             |
| 2013.      | Велики брат ВИП 5 | Ријалити програм     | Себе             |
| 2014.      | Одавно посвађане  | Ријалити програм     | Себе             |
| 2016.      | Фарма 6           | Ријалити програм     | Себе             |
| 2018-2020. | Парови            | Ријалити програм     | Себе (водитељка) |